# Can Cot (Parets del Vallès)
Can Cot o l'Hostal Can Cot és una masia de Parets del Vallès (Vallès Oriental). Està situada dins del polígon industrial Llevant, entre la C-17 i el riu Tenes. També és coneguda com a Hostal Can Cot, ja que antigament els transportistes de Vic hi paraven per a canviar els animals que tiraven dels carros. És la casa natal de l'artista local Pepet Ribas. És una obra inclosa a l'Inventari del Patrimoni Arquitectònic de Catalunya.

## Descripció
Finca situada en terrenys de regadiu, entre la carretera C-17 i la riera del Tenes. És una masia de planta rectangular de grans proporcions, de tipus basilical, amb planta baixa, pis i golfes. Amb parets de pedra i fang, està coberta amb teules àrabs amb les aigües acabades amb una senzilla imbricació de teules. La façana principal, composta simètricament segons els eixos verticals, té en l'eix central de la planta baixa un ampli portal d'entrada de mig punt. En les golfes podem trobar tres arcs de mig punt. En el mas s'hi pot trobar una bassa i una era que varen ser construïdes l'any 1773, tal com ho commemora la pedra inscrita del menjador.
Entre els altres elements de la masia destaca la bassa i l'era que es construïren el 1773. Avui encara podem veure la inscripció al rentador. També hi ha un habitatge auxiliar de planta baixa i un pis.

## Història

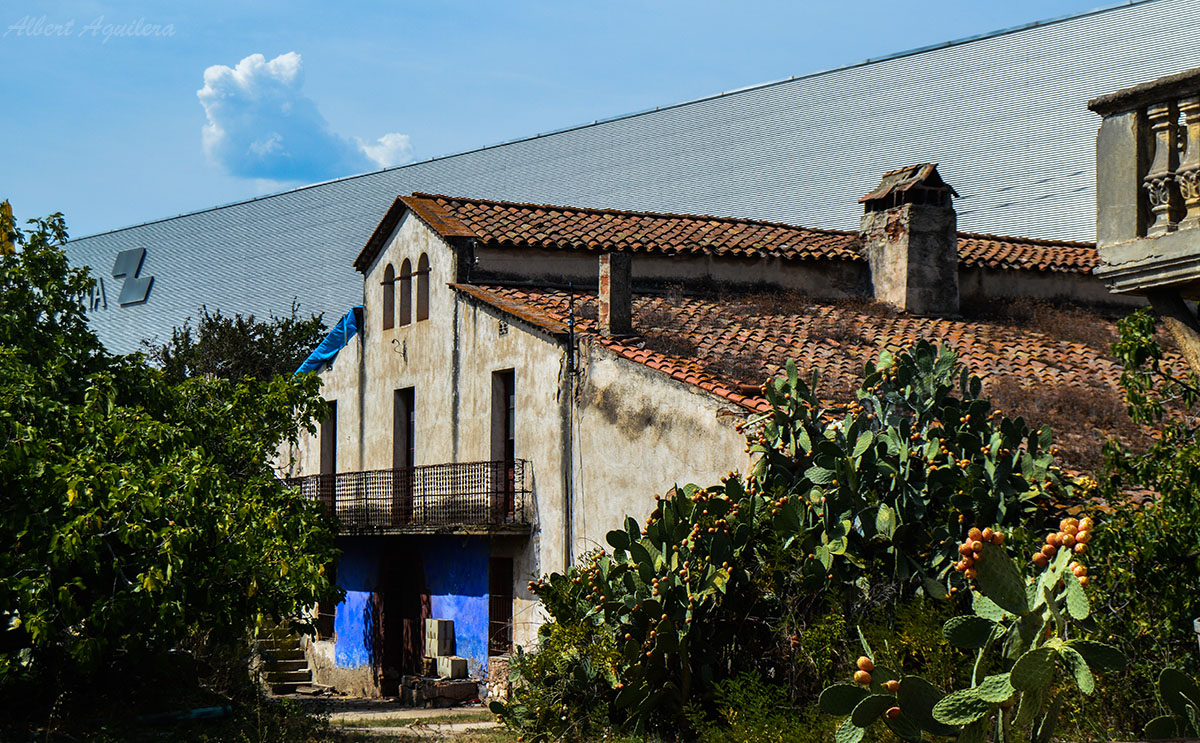
Can Cot en l'any 2016

Considerada la casa més antiga de Parets del Vallès, apareix per primer cop en els fogatges del 1497, les últimes prospeccions arqueològiques determinaren que la casa estava poblada al segle xvi.
Les referències documentals més antigues que tenim són els fogatges de 1497 "Cot", el de 1515 "Lo mas Cot" i el de 1553 "Benet Cot". El creixement socioeconòmic del segle xviii quedava reflectit en la construcció, o potser millora de la bassa i de l'era, que consta el 1773. També va ser conegut com l'Hostal de Can Cot. Els transportistes de Vic, que transportaven aram es paraven a l'hostal per canviar els cavalls.
El padró de 1880 recull quines persones habiten en aquell moment can Cot: Pere Cot Folguera i Maria Julià Molins amb els seus 6 fills: Emili, Josep, Joaquim, Carme, Antònia, Marcel·lina i el germà de Pere que es deia Jaume. El 1930 es va fer una reconstrucció i foren destruïts elements arquitectònics que donaven personalitat a la casa, com ara finestrals i la porta adovellada de pedra. Era considerada una de les masies més antigues del poble, i per això es varen fer darrerament excavacions arqueològiques.
A finals dels anys 90 va passar a ser titularitat de l'Ajuntament de Parets, es va decidir de crear el museu del còmic, ja que esta al costat del que va ser l'Editorial Bruguera, des d'aquell projecte inicial que no es va realitzar mai la masia s'ha anat deteriorant fins al punt que al 2016 es va haver d'apuntalar, per perill d'enfonsament.